# Czech Open 2008
Il Czech Open 2008 è stato un torneo di tennis facente parte della categoria ATP Challenger Series nell'ambito dell'ATP Challenger Series 2008. Il torneo si è giocato a Prostějov in Repubblica Ceca dal 2 all'8 giugno 2008 su campi in terra rossa e aveva un montepremi di €127 500+H.

## Vincitori

### Singolare
Agustín Calleri ha battuto in finale  Martín Vassallo Argüello con il punteggio di 6–0 6–3

### Doppio
Rik De Voest /  Łukasz Kubot hanno battuto in finale  Chris Haggard /  Nicolas Tourte con il punteggio di 6–2 6–2